# Пашкова, Ольга Леонидовна
Ольга Леонидовна Пашкова (2 января 1966, Москва — 7 апреля 2021, там же) — советская и российская актриса театра и кино. Народная артистка Российской Федерации (2006), лауреат Премии Правительства Российской Федерации (2006).

## Биография
Ольга Пашкова родилась 2 января 1966 года в Москве.
В 1987 году окончила Высшее театральное училище имени М. С. Щепкина (курс Юрия Соломина и Николая Анненкова).
По окончании училища принята в труппу Малого театра, в котором служила до конца жизни.
В 1998 году присвоено звание «Заслуженная артистка Российской Федерации», в 2006 году — «Народная артистка Российской Федерации». Лауреат премии Правительства Российской Федерации в области культуры (2006) — за спектакль по пьесе А. Н. Островского «На всякого мудреца довольно простоты».
Снималась в кино и работала на телевидении. Участвовала в качестве рассказчика в концертах классической музыки, организуемых благотворительным фондом «Бельканто».
Воспитывала сына Тимофея.
Скончалась в Москве 7 апреля 2021 года на 56-м году жизни после продолжительной болезни. Похоронена в Москве на Троекуровском кладбище (21 уч.).

## Театральные работы

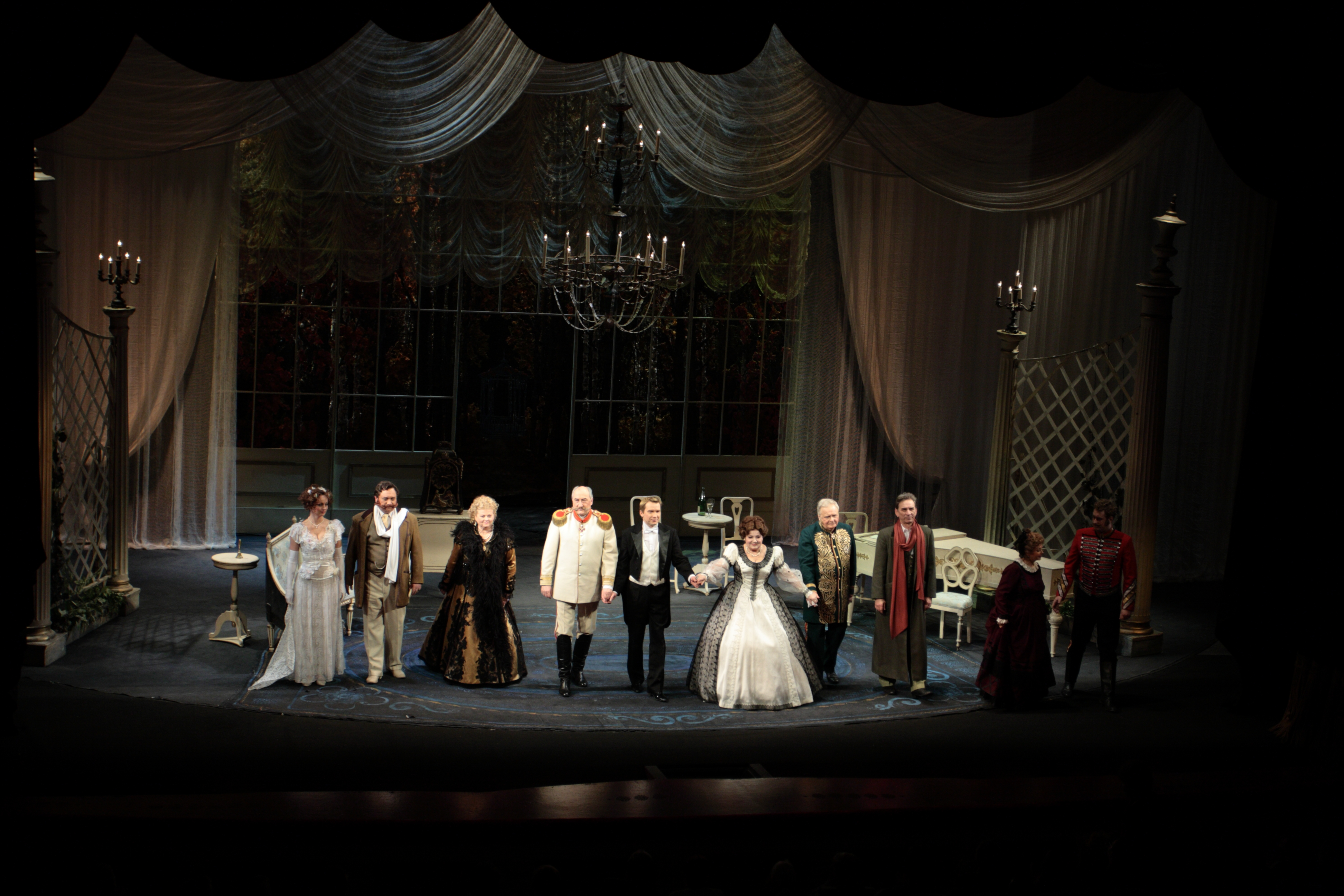
Малый театр. Спектакль «На всякого мудреца довольно простоты». Ольга Пашкова в роли Машеньки крайняя слева, 2009 год

- Анюта, Юлия Васильевна, Варвара Петровна — «Из воспоминаний идеалиста», А. П. Чехов (1986)
- Аня — «Дети Ванюшина», С. А. Найдёнов (1987)
- Полина — «Доходное место», А. Н. Островский (1987)
- Танцовщица — «Сирано де Бержерак», Э. Ростан (1987)
- Служанка — «Недоросль», Д. И. Фонвизин (1987)
- Виктория — «Выбор», Ю. Бондарев (1987)
- Дея — «Человек, который смеётся», В. Гюго (1987)
- 3-я княжна — «Горе от ума», А. С. Грибоедов (1987)
- Таня — «Игра», Ю. Бондарев (1988)
- Эрика — «Дом на небесах», И. Губач (1988)
- Ника — «Гости», Л. Зорин (1988)
- Люба, дочь Сарынцевых — «И свет во тьме светит» (1988)
- Берта — «Отец», А.Стриндберг (1989)
- Агния — «Не всё коту масленица», А. Н. Островский (1989)
- Анастасия Николаевна, Ольга Николаевна — «…И аз воздам», С. Кузнецов (1990)
- Люсиль — «Мещанин во дворянстве», Ж.-Б. Мольер (1990)
- Соня, Елена Андреевна — «Леший», А. П. Чехов (1991)
- Амалия — «Убийство Гонзаго», Н. Йорданов (1991)
- Ефросинья, Мария Гамильтон — «Царь Пётр и Алексей», Ф.Горенштейн (1992)
- Зинаида Москалёва — «Дядюшкин сон», Ф. М. Достоевский (1992)
- Сенная девушка, княжна Мстиславская — «Царь Фёдор Иоаннович», А. К. Толстой (1993)
- Флорестина — «Преступная мать, или Второй Тартюф», П. Бомарше (1994)
- Елена — «Чудаки», М. Горький (1996)
- Олимпиада Самсоновна — «Свои люди — сочтёмся», А. Н. Островский (1996)
- Изабелла — «Тайны Мадридского двора», Э. Скриб, Е. Легуве (1997)
- Наталья Петровна Сизакова — «Трудовой хлеб», А. Н. Островский (1998)
- Наталья Дмитриевна — «Горе от ума», А. С. Грибоедов (2001)
- Глафира — «Пучина», А. Н. Островский (2001)
- Машенька — «На всякого мудреца довольно простоты», А. Н. Островский (2002)
- Баронесса де Ратиньер — «Таинственный ящик», П. А. Каратыгин (2003)
- Маша — «Три сестры», А. П. Чехов (2003)
- Матильда Спина — «Безумный, безумный Генрих», Л. Пиранделло (2008)
- Госпожа Воссар — «Наследники Рабурдена», Э. Золя (2011)
- Клавдия — «Дети Ванюшина», С. А. Найдёнов (2012)
- Пьеретта — «Восемь любящих женщин» (2015)
- Елена Ивановна Попова — «Свадьба, свадьба, свадьба!» (2017)
- Софья Игнатьевна Турусина - «На всякого мудреца довольно простоты» (2019)
- Сосипатра Семеновна - «Красавец мужчина» (2019)

## Фильмография
- 1989 — Оно — Алёна Осипова
- 1992 — Бесы — хорошенькая дамочка
- 1997 — Вор — артистка
- 2000 — Артист и мастер изображения — Таня, подруга детства Башлыкова
- 2001 — Сказ про Федота-стрельца — Маруся
- 2003 — Северный сфинкс — императрица Елизавета
- 2004 — Возвращение Мухтара — Исаева (эпизод «Частные сыщики»)
- 2004 — К вам пришёл ангел… — в эпизоде
- 2008 — Ловушка — Александра Яновская
- 2012 — Совет да любовь — Жанна